# William Holmes (Filmeditor)
William Jefferson Holmes (* 17. März 1877 in der Bronx, New York City; † 1. Dezember 1946 in Los Angeles) war ein US-amerikanischer Filmeditor.

## Leben
William Holmes sammelte 1925 als Schnittassistent von Fred Niblos Stummfilm-Klassiker Ben Hur erste Erfahrungen im Bereich Filmschnitt. 1929 wurde er von Warner Brothers unter Vertrag genommen, wo er fortan mit einer Reihe namhafter Regisseure zusammenarbeitete, darunter Mervyn LeRoy, Frank Borzage, Howard Hawks, Raoul Walsh und John Huston. 1942 gewann er einen Oscar in der Kategorie Bester Schnitt für die Filmbiografie Sergeant York mit Gary Cooper in der Hauptrolle. Weitere Filme, für die Holmes als Editor zum Einsatz kam, waren Opfer einer großen Liebe (1939) mit Bette Davis, Sein letztes Kommando (1941) mit Errol Flynn sowie Schönste der Stadt (1941) mit James Cagney.
Holmes starb 1946 im Alter von 69 Jahren in Los Angeles und wurde im Forest Lawn Memorial Park in Glendale beigesetzt. Seine Ehefrau Iva T. Holmes, die er 1908 geheiratet hatte, wurde nach ihrem Tod im Jahr 1955 ebenfalls dort beigesetzt. 

## Filmografie (Auswahl)
- 1928: Monty, der Wüstling (A Perfect Gentleman) – Regie: Clyde Bruckman
- 1931: Illicit – Regie: Archie Mayo
- 1931: Svengali – Regie: Archie Mayo
- 1932: So Big – Regie: William A. Wellman
- 1932: Einsame Herzen (The Purchase Price) – Regie: William A. Wellman
- 1932: Jagd auf James A. (I Am a Fugitive from a Chain Gang) – Regie: Mervyn LeRoy
- 1933: Ein charmanter Schwindler (Hard to Handle) – Regie: Mervyn LeRoy
- 1933: Der Mann mit der Kamera (Picture Snatcher) – Regie: Lloyd Bacon
- 1934: Liebeskadetten (Flirtation Walk) – Regie: Frank Borzage
- 1934: Tag, Nellie! (Hi, Nellie!) – Regie: Mervyn LeRoy
- 1935: Living on Velvet – Regie: Frank Borzage
- 1935: Stranded – Regie: Frank Borzage
- 1935: Der Jazzkadett (Shipmates Forever) – Regie:Frank Borzage
- 1936: Höhe Null (Ceiling Zero) – Regie: Howard Hawks
- 1936: Kain und Mabel (Cain and Mabel) – Regie: Lloyd Bacon
- 1937: San Quentin (Flucht aus San Quentin) – Regie Lloyd Bacon
- 1938: Madame haben geläutet? (Fools for Scandal) – Regie: Mervyn LeRoy, Bobby Connolly
- 1938: Der kleine Star (Boy Meets Girl) – Regie: Lloyd Bacon
- 1939: Opfer einer großen Liebe (Dark Victory) – Regie: Edmund Goulding
- 1940: Orchid, der Gangsterbruder (Brother Orchid) – Regie: Lloyd Bacon
- 1940: Im Taumel der Weltstadt (City for Conquest) – Regie: Anatole Litvak
- 1941: Schönste der Stadt (The Strawberry Blonde) – Regie: Raoul Walsh
- 1941: Sergeant York – Regie: Howard Hawks
- 1941: Sein letztes Kommando (They Died with Their Boots On) – Regie: Raoul Walsh
- 1942: Ich will mein Leben leben (In This Our Life) – Regie: John Huston

## Auszeichnungen
- 1942: Oscar in der Kategorie Bester Schnitt für Sergeant York